# Силенко, Тарас Викторович
Тарас Викторович Силенко (укр. Тарас Вікторович Силенко; 29 декабря 1972, Киев — 22 июня 2021, там же) — украинский кобзарь, заслуженный артист Украины с 2008 года.

## Биография
В 1989—1992 годах учился в студии по подготовке актёрских кадров при Государственной (теперь Национальной) капелле бандуристов (педагоги Г. С. Верета и В. В. Мокренко). В 1996 году окончил Киевский национальный университет культуры и искусств (класс П. П. Чухрая). Параллельно с учёбой работал в Стретовской кобзарской школе, Киевском театре «Берегиня». Лауреат первой вокальной и специальной премии на Международном конкурсе культур Придунайского региона в Джурджу (Румыния, 1993 год). Действительный член Всеукраинского союза кобзарей, где работал референтом. Давал концерты почти во всех областях Украины, а также в России, Польше, Чехии, Словакии, Австрии, Германии, Франции, Румынии, Литве, Латвии. Хорошо освоил технику игры не только на академической (хроматической), но и на старосветской (диатонической) бандурах. Выступал и на сценах, и на улицах. Поддерживал связь с кобзарским сообществом.
Репертуар широк и разнообразен: «И ходит Швея по Хвастову» (о Колиивщине), «Эй внизу, с лимана» (о разрушении Сечи), «Богатыри на заставе» (былина), «Слово о погибели Земли Русской», дума «Отчим», «Нет в мире правды», псалом «Бедная моя головушка», «Дума про голод 33-го года» (слова Е. Мовчана, музыка И. Рачка), «На Круты» (слова О. Кобец, музыка Н. Литвина) и много других.
Сын — Святослав Тарасович Силенко (род. 3 марта 1994) — украинский музыкант, мультиинструменталист, кобзарь, композитор. Вместе с Романом Ковалем, Лесей Козенко и Евгением Букетом подготовил книгу воспоминаний об отце «Тарас Силенко, певец непримиримой Украины».